# James Joyce

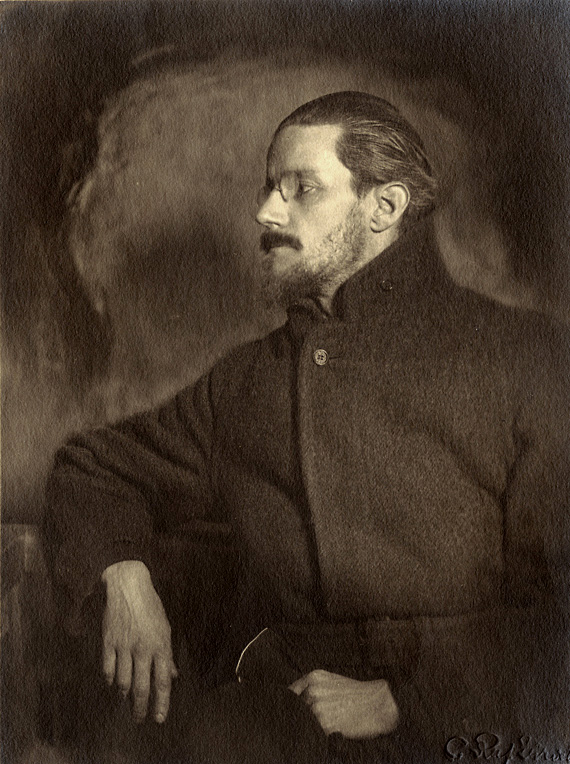
James Joyce (ca. 1918)

James Augustine Aloysius Joyce, kurz James Joyce [ˌdʒeɪmz ˈdʒɔɪs] (* 2. Februar 1882 in Rathgar, nahe Dublin; † 13. Januar 1941 in Zürich, Schweiz), war ein irischer Schriftsteller. Besonders seine wegweisenden Werke Dubliner, Ulysses und Finnegans Wake verhalfen ihm zu großer Bekanntheit. Er gilt als einer der wichtigsten Vertreter der literarischen Moderne. Die Erzähltechnik des Bewusstseinsstroms wurde von ihm erstmals konsequent angewandt und weiterentwickelt. James Joyce lebte bis 1904 vorwiegend in Dublin, danach – je nach persönlichen und politischen Umständen – hauptsächlich in Triest, Paris und Zürich.

## Biografie

### Dublin 1882–1904

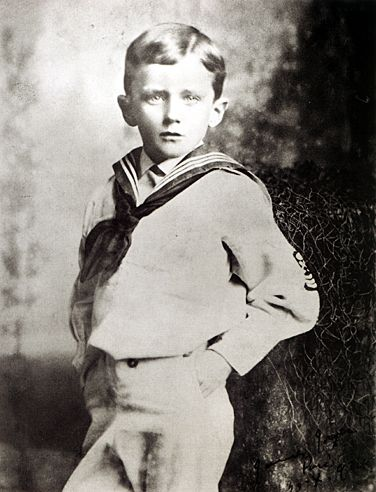
James Joyce als Kind, 1888

James Joyce wurde am 2. Februar 1882 als erstes Kind von John Stanislaus Joyce und Mary Jane Murray im Dubliner Vorort Rathgar geboren (das seit 1930 zu Dublin gehört). Von seinen zwölf Geschwistern starben zwei an Typhus. Sein ursprünglich aus dem in County Cork gelegenen Fermoy stammender Vater besaß vormals eine kleine Saline und ein Kalkwerk. Sowohl sein Vater als auch der Großvater väterlicherseits hatten in eine wohlhabende Familie eingeheiratet. 1887 wurde sein Vater bei der Dublin Corporation als Steuereintreiber eingestellt. Die Familie konnte in die zwölf Kilometer von Dublin entfernt gelegene aufstrebende Stadt Bray ziehen. Zur selben Zeit wurde Joyce von einem Hund gebissen, worauf er eine Furcht vor Hunden entwickelte, die sein Leben lang anhielt. Joyce litt zusätzlich an einer Furcht vor Gewittern, die ihm von einer tiefreligiösen Tante als Zeichen des Zornes Gottes beschrieben worden waren.
1891 verfasste der neunjährige Joyce das Gedicht Et Tu Healy, das den Tod Charles Stewart Parnells behandelt. Sein Vater kritisierte die Behandlung Parnells durch die katholische Kirche und die Fehler in Bezug auf die irische Home Rule. In seinen späteren Jahren ließ Joyce das Gedicht drucken und sandte eine Kopie an die Vatikanische Bibliothek. Im November desselben Jahres wurde John Joyce in die Stubs Gazette, ein offizielles Konkursverzeichnis, eingetragen und vom Dienst suspendiert. Obwohl John Joyce 1893 eine Pension erhielt, rutschte die Familie in den folgenden Jahren vor allem aufgrund des starken Alkoholkonsums und der finanziellen Fehlplanung John Joyce’ in die Armut ab.
Ab 1888 besuchte James Joyce das von den Jesuiten betriebene Clongowes Wood College, ein Internat im Ort Clane, County Kildare. 1892 musste er die Schule verlassen, nachdem sein Vater das Schulgeld nicht mehr hatte bezahlen können. Joyce lernte daraufhin zu Hause und besuchte kurzzeitig die von den Christian Brothers betriebene O’Connel School in Dublin. 1893 erhielt Joyce einen Platz an dem von den Jesuiten betriebenen Belvedere College in Dublin. Seitens der Jesuiten bestand die Erwartung, dass Joyce sich dem Orden anschließen würde. Joyce lehnte ab seinem 16. Lebensjahr den Katholizismus ab, wenngleich ihn die Philosophie des Thomas von Aquin lebenslang beeinflusste.
1898 trat Joyce in das kurz zuvor eingerichtete University College Dublin ein, wo er moderne Sprachen, insbesondere Englisch, Französisch und Italienisch studierte. Erstmals wurde er in literarischen und Theaterkreisen aktiv. Als erstes veröffentlichtes Werk erschien 1900 der Artikel Ibsen’s New Drama. Henrik Ibsen schickte Joyce in Folge ein Dankesschreiben. Während seiner Universitätszeit verfasste Joyce mehrere Artikel und mindestens zwei nicht erhaltene Theaterstücke. Viele seiner Freunde an der Universität wurden zu Vorbildern für die Charaktere seiner Werke. Joyce war aktives Mitglied der Literary and Historical Society der Universität Dublin und legte ihr 1900 sein Magazin Drama and Life vor.

James Joyce im Jahr 1904

Nach Abschluss des Studiums zog Joyce nach Paris. Sein Plan, dort Medizin zu studieren, scheiterte bereits an den hohen Kollegiengeldern. Er lebte von Zuwendungen seiner Eltern, Englischstunden und spärlichen Zeitungshonoraren in ärmlichen Verhältnissen. Im April 1903 kehrte er nach Dublin zurück, nachdem sich eine vermeintliche Leberzirrhose seiner Mutter als Krebserkrankung herausgestellt hatte. Da sie die Gottlosigkeit ihres Sohnes fürchtete, bat sie ihn erfolglos, die Kommunion zu nehmen und die Beichte abzulegen. Sie fiel in die Bewusstlosigkeit und starb am 13. August. James Joyce hatte sich zuvor geweigert, mit dem Rest der Familie am Totenbett zu beten. Nach ihrem Tod setzte Joyce seinen hohen Alkoholkonsum fort, während sich die Situation der Familie verschlechterte. 1904 gewann Joyce die Bronzemedaille im Wettbewerb der Tenöre beim Musik-Festival Feis Ceoil. Am 7. Januar 1904 versuchte Joyce eine essayhafte Erzählung  unter dem Titel Portrait of the Artist as a Young Man zu veröffentlichen, die vom freidenkerischen Magazin Dana abgewiesen wurde. An seinem zweiundzwanzigsten Geburtstag beschloss Joyce, die Erzählung zu überarbeiten und unter dem Titel Stephen Hero zu veröffentlichen. Nach einer weiteren Überarbeitung erschien das Buch unter dem Titel Portrait of the Artist as a Young Man (Ein Porträt des Künstlers als junger Mann).
Am 16. Juni 1904 begann die Beziehung zu seiner Lebensgefährtin und späteren Ehefrau Nora Barnacle; Joyce ließ später die Handlung seines Romans Ulysses an diesem Datum spielen. Nach einem Trinkgelage wurde Joyce wegen eines Missverständnisses in ein Handgemenge verwickelt, woraufhin ihn Alfred H. Hunter, ein Bekannter seines Vaters, nach Hause brachte. Hunter wurde nachgesagt, Jude zu sein, jedoch eine ungläubige Frau zu haben. Hunter ist eines der Modelle für Leopold Bloom, den jüdischen Protagonisten von Ulysses. Joyce freundete sich mit Oliver St. John Gogarty an, der die Basis für den Charakter des Buck Mulligan in Ulysses bildete. Nachdem Joyce sechs Nächte in Gogartys Martello Tower in Dún Laoghaire übernachtet hatte, kam es zu einem Streit zwischen den beiden Männern, in dessen Verlauf Gogarty mit einer Pistole auf mehrere Pfannen schoss, die über Joyce’ Bett hingen. Joyce ging nachts zu Fuß nach Dublin, wo er bei Verwandten übernachtete. Ein Freund holte am folgenden Tag Joyce’ Habe aus dem Martello Tower. Kurz darauf zog er mit Nora Barnacle auf das europäische Festland.

### Triest und Pola 1904–1915

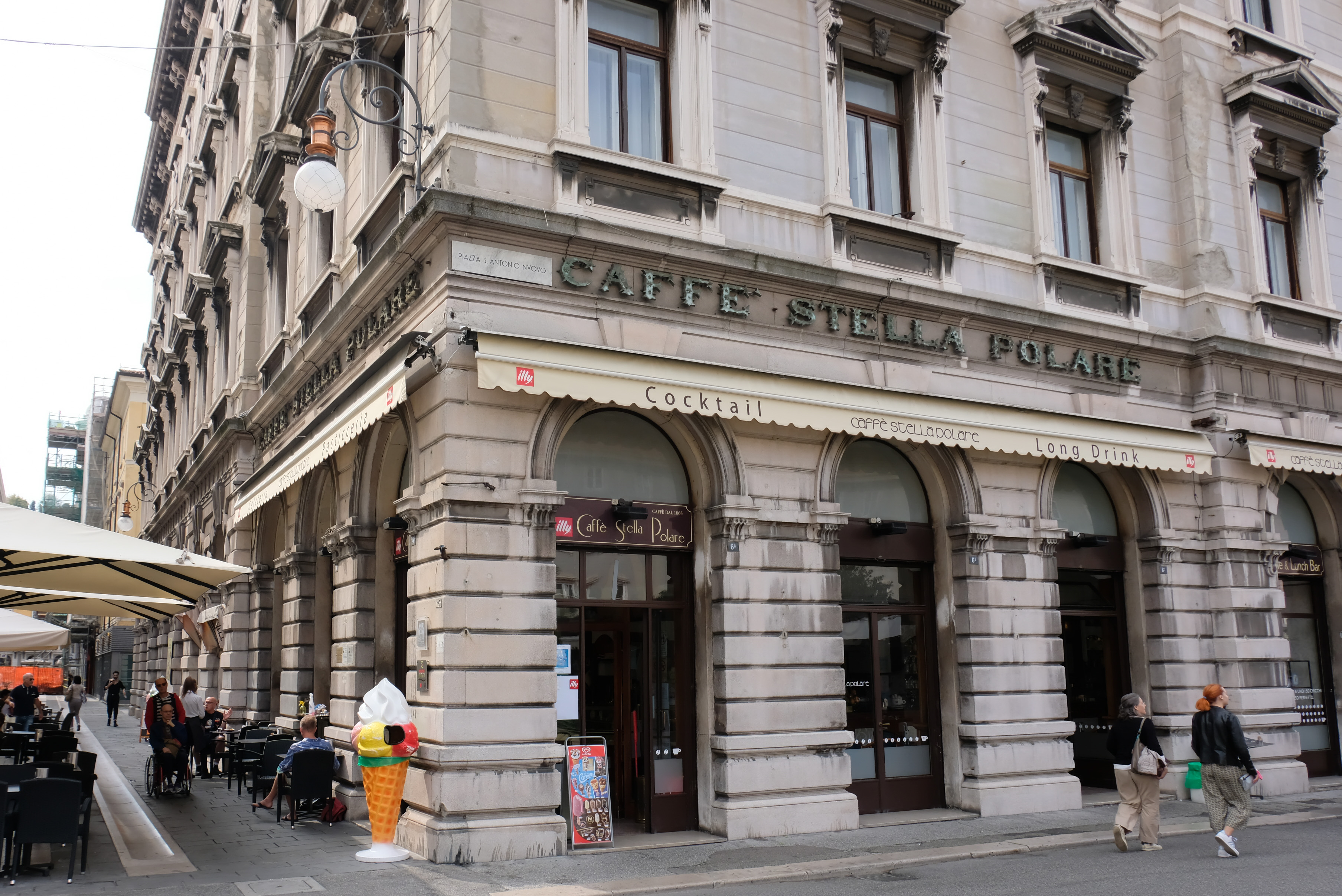
Das von Joyce häufig besuchte Café „Stella Polare“ in Triest (2020)

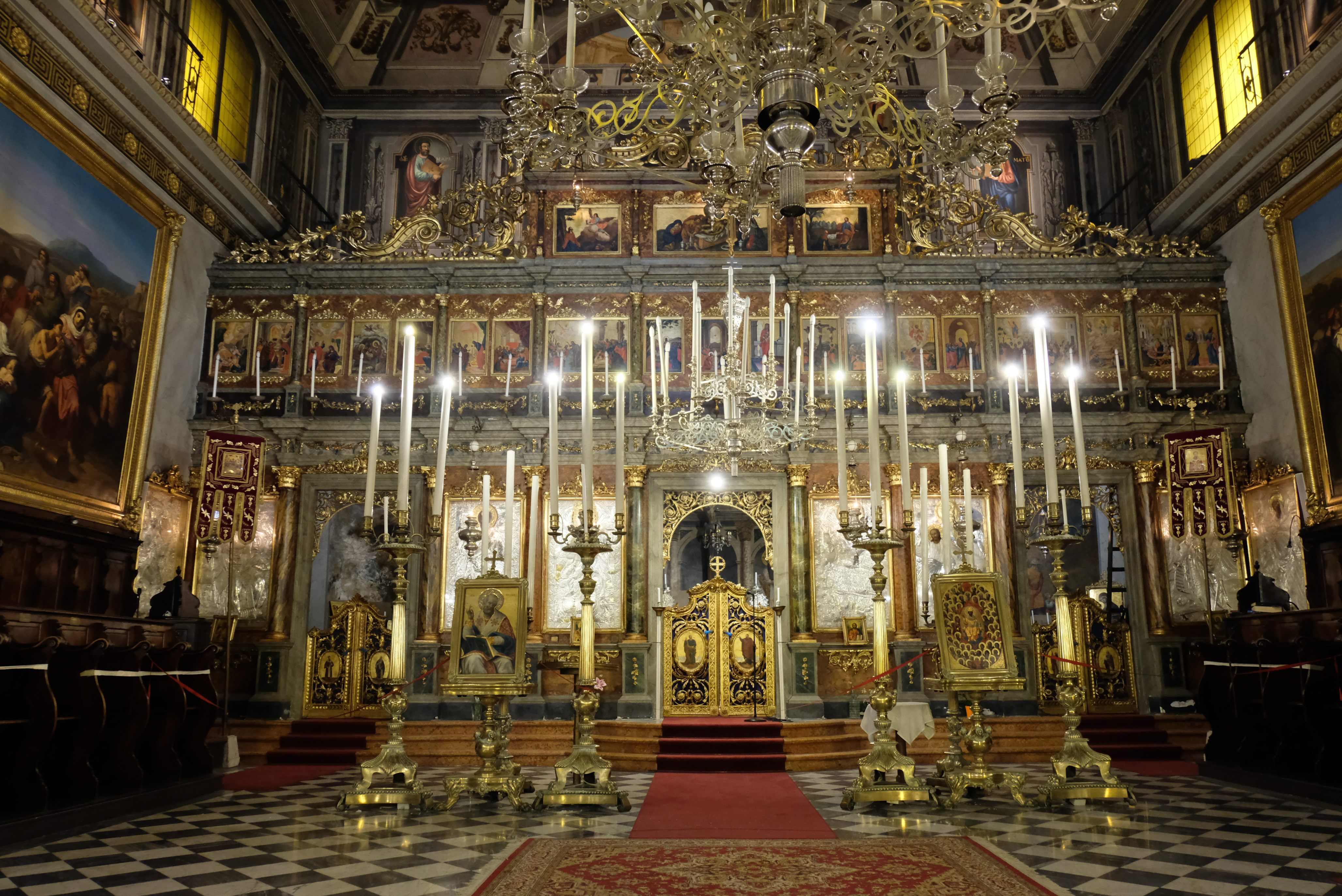
Innenraum von San Nicolò in Triest (2020)

Joyce und Barnacle gingen in ein selbstgewähltes Exil. Zuerst versuchten sie, in Zürich Fuß zu fassen, wo Joyce über einen Agenten in England einen Lehrerposten an der Berlitz-Sprachschule arrangiert zu haben glaubte. Es stellte sich heraus, dass der Agent getäuscht worden war, der Direktor der Schule sandte ihn jedoch mit dem Versprechen eines Postens nach Triest. Nachdem sich herausgestellt hatte, dass wiederum kein freier Posten existierte, vermittelte ihn Almidano Artifonti, Direktor der Triester Berlitz-Sprachschule, nach Pola, einem in Istrien gelegenen österreichisch-ungarischen Flottenstützpunkt, wo Joyce von 1904 bis 1905 hauptsächlich Marineoffiziere unterrichtete. Nachdem 1905 ein Spionagering entdeckt worden war, wurden alle Ausländer aus der Stadt ausgewiesen.
Mit Artifontis Unterstützung zog er für die nächsten zehn Jahre wieder nach Triest und begann dort, Englisch zu unterrichten. James Joyce, der freiwillige Exilant, tat in Triest hauptsächlich das, was man heute jedem Touristen ans Herz legen möchte: Er wanderte durch die Stadt, saugte bei seinen Erkundigungen und Spaziergängen die Atmosphäre auf, saß in den Kaffeehäusern und trank mit Arbeitern in den Spelunken. Der düster-goldene Eindruck der griechisch-orthodoxen Kirche San Nicolò faszinierte Joyce so sehr, dass er ihn in die Dubliner Erzählungen einfließen ließ. Genauso suchte er aber in den Freudenhäusern in der Via della Pescheria Inspirationen. Es gibt Literaturwissenschaftler die meinen, Joyce hätte im Ulysses Triest und nicht Dublin ein Denkmal gesetzt.
Von 1905 bis 1906 wohnte er in Triest in der Via San Nicolo 30 im 2. Stock, und Barnacle gebar dort am 2. Juli 1905 als erstes Kind den Sohn Giorgio. Zu seinen Schülern in Triest zählte unter anderen der als Italo Svevo bekannte Ettore Schmitz, den Joyce erstmals 1907 traf. Mit Schmitz verband ihn eine langjährige Freundschaft, die beiden Autoren beurteilten sich auch gegenseitig. Schmitz, ein jüdischer Freidenker, der in eine katholische Familie jüdischer Abstammung geheiratet hatte, gilt als Hauptmodell für Leopold Bloom. Schmitz beriet Joyce in vielen Details über das Judentum, die Joyce in Ulysses verwendete. Joyce überredete nach der Geburt Giorgios seinen Bruder Stanislaus, nach Triest zu ziehen, um ebenfalls an der Sprachschule zu unterrichten. Als Begründung seines Ersuchens gab Joyce an, in seiner Gesellschaft ließe sich in Triest ein interessanteres Leben führen als das eines Sekretärs in Dublin. Tatsächlich hatte Joyce auf finanzielle Unterstützung durch seinen Bruder gehofft. Stanislaus erlaubte James Joyce, sein Gehalt in Empfang zu nehmen, um „die Dinge zu vereinfachen“. Das Verhältnis zwischen Stanislaus und James Joyce war während des gesamten Aufenthalts in Triest gespannt. Ursache der Konflikte waren James Joyce’ nachlässiger Umgang mit Geld und sein hoher Alkoholkonsum. Die Konflikte erreichten im Juli 1910 ihren Höhepunkt. Ebenfalls 1906 vollendete Joyce die Arbeit an Dubliners. In den folgenden Jahren befasste er sich mit Ulysses, das in Vorformen als Teil von Dubliners geplant war.
Nachdem er sich an das Leben in Triest gewöhnt hatte, zog Joyce im späteren Verlauf des Jahres 1906 nach Rom, wo er bei einer Bank angestellt war. Als ihm im früheren Jahresverlauf 1907 Rom missfiel, zog er nach Triest zurück. Seine Tochter Lucia Joyce wurde im Sommer 1907 geboren. Im Sommer 1909 besuchte er mit seinem Sohn Giorgio seinen Vater in Dublin und bereitete die Veröffentlichung von Dubliners vor. In Galway besuchte er erstmals die Eltern seiner Lebensgefährtin Nora Barnacle. Während der Vorbereitung seiner Rückkehr gelang es ihm, seine Schwester Eva zur Übersiedelung nach Triest zu bewegen, wo sie Barnacle im Haushalt unterstützen sollte. Nach einem Monat in Triest reiste er wieder nach Dublin, wo er als Vertreter eines Kinoeigentümers versuchte, ebenfalls ein Kino zu eröffnen. Die Unternehmung war erfolgreich, löste sich jedoch nach seiner Abreise auf. Mit ihm reiste seine Schwester Eileen nach Triest. Während Eva Joyce nach einigen Jahren nach Dublin zurückkehrte, verbrachte Eileen den Rest ihres Lebens auf dem europäischen Festland, wo sie den tschechischen Bankkassier František Schaurek heiratete.
Im Sommer 1912 hielt sich Joyce für kurze Zeit in Dublin auf, um die durch einen jahrelangen Konflikt mit seinem Verleger George Roberts beeinträchtigte Veröffentlichung von Dubliners voranzutreiben. Nachdem er keinen Erfolg hatte erzielen können, verfasste er auf der Rückreise das Gedicht Gas from a Burner, einen offenen Angriff gegen Roberts. Joyce kehrte nicht mehr nach Irland zurück, obwohl ihn sein Vater mehrmals darum bat und er von verschiedenen befreundeten irischen Schriftstellern, unter anderen von William Butler Yeats, eingeladen wurde.
Joyce versuchte mehrmals, sich selbstständig zu machen, unter anderem durch den letztendlich nicht verwirklichten Plan, irischen Tweedstoff nach Triest zu importieren. Wegen der Eröffnung seines Kinos wird er in der filmwissenschaftlichen Literatur als erster Kinobetreiber Dublins angesprochen. Sein Einkommen lag deutlich unter dem, das er als Lehrer an der Berlitz-Sprachschule und durch Privatunterricht erzielt hatte. Während seines Aufenthalts in Triest erkrankte Joyce erstmals an einem Augenleiden, das zahlreiche Behandlungen und Kuren notwendig machte.

### Zürich und Triest 1915–1920

Altstadt von Zürich,
Foto: Walter Mittelholzer, 1931

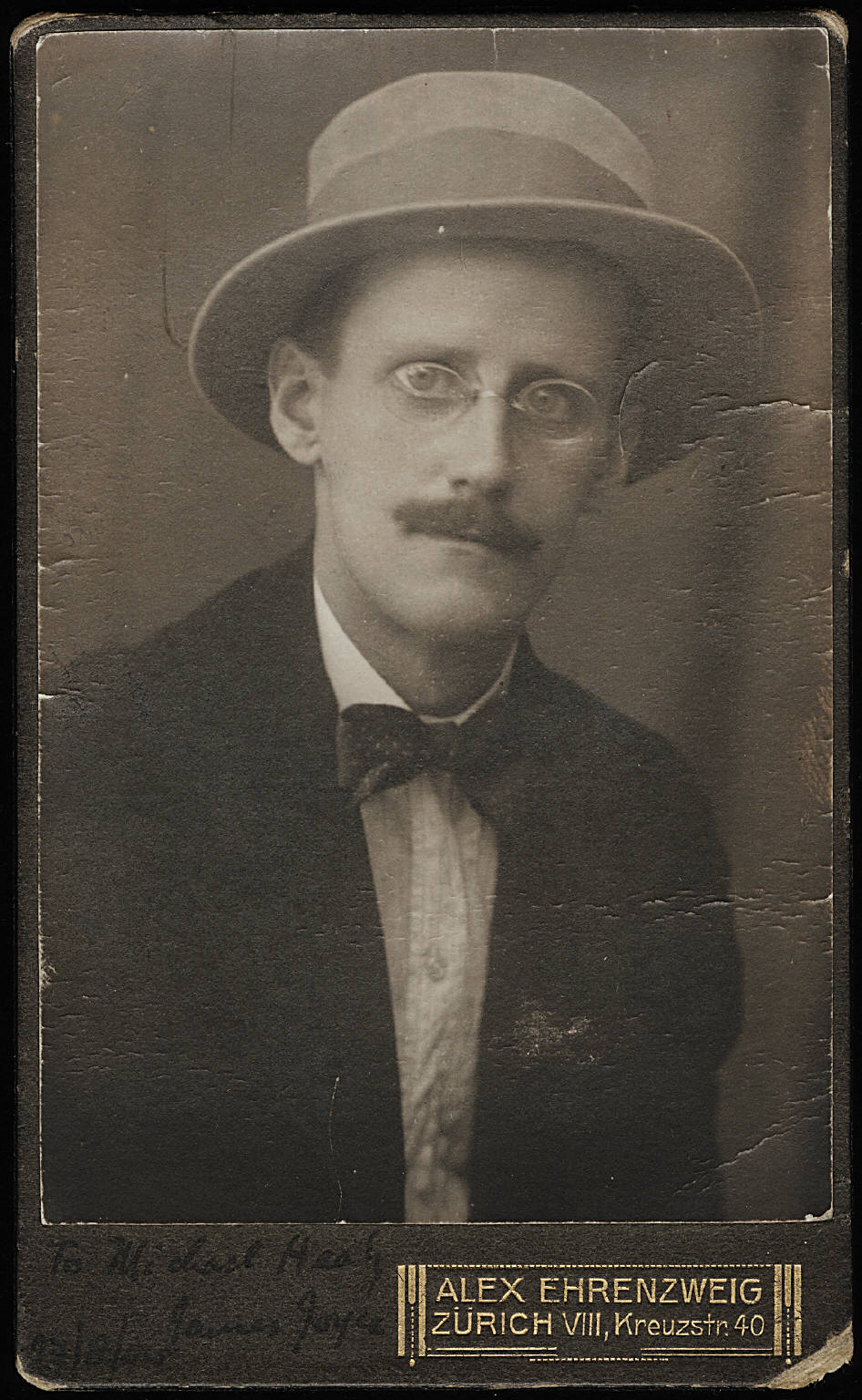
James Joyce porträtiert von Alex Ehrenzweig, Carte de Visite, Zürich, 1915

1915 zog Joyce nach Zürich, da ihm als britischer Staatsbürger in Österreich-Ungarn während des Ersten Weltkrieges die Inhaftierung als feindlicher Ausländer drohte. Bei der Ausreise war er vielfach auf Unterstützung durch seine Privatschüler angewiesen. In Zürich kam er mit August Suter, Siegfried Lang und Frank Budgen in Kontakt, der ihn beim Schreiben von Ulysses und Finnegans Wake beriet und unterstützte. Ebenfalls in Zürich kam er durch Vermittlung von Ezra Pound mit der englischen Feministin und Verlegerin Harriet Shaw Weaver in Kontakt, die ihn in den nächsten 25 Jahren finanziell unterstützte, wodurch er nicht mehr auf die Lehrtätigkeit angewiesen war. Nach Kriegsende kehrte Joyce nach Triest zurück, fand sich aber nun nicht mehr heimisch, auch weil die Stadt nun italienisch-national und wirtschaftlich verändert war. Rückblickend war Joyce vor 1915 in Triest mit einer weltoffenen prosperierenden Hafenstadt in einem Vielvölkerstaat in Kontakt getreten und hatten sich nach 1918 viele Parameter verändert, wobei er das untergegangene Staatswesen Österreich-Ungarn später mit „They called the Austrian Empire a ramshackle empire, I wish to God there were more such empires“ bezeichnete.
1916 wurde Portrait of the Artist as a Young Man veröffentlicht. Die Beziehung zu seinem Bruder Stanislaus, der wegen seiner pro-italienischen politischen Haltung in einem österreichisch-ungarischen Kriegsgefangenenlager interniert worden war, war sehr gespannt. 1918 veröffentlichte Joyce sein einziges erhaltenes Theaterstück Exiles. Mehrere Gedichtbände folgten in den nächsten Jahren.

### Paris und Zürich 1920–1941

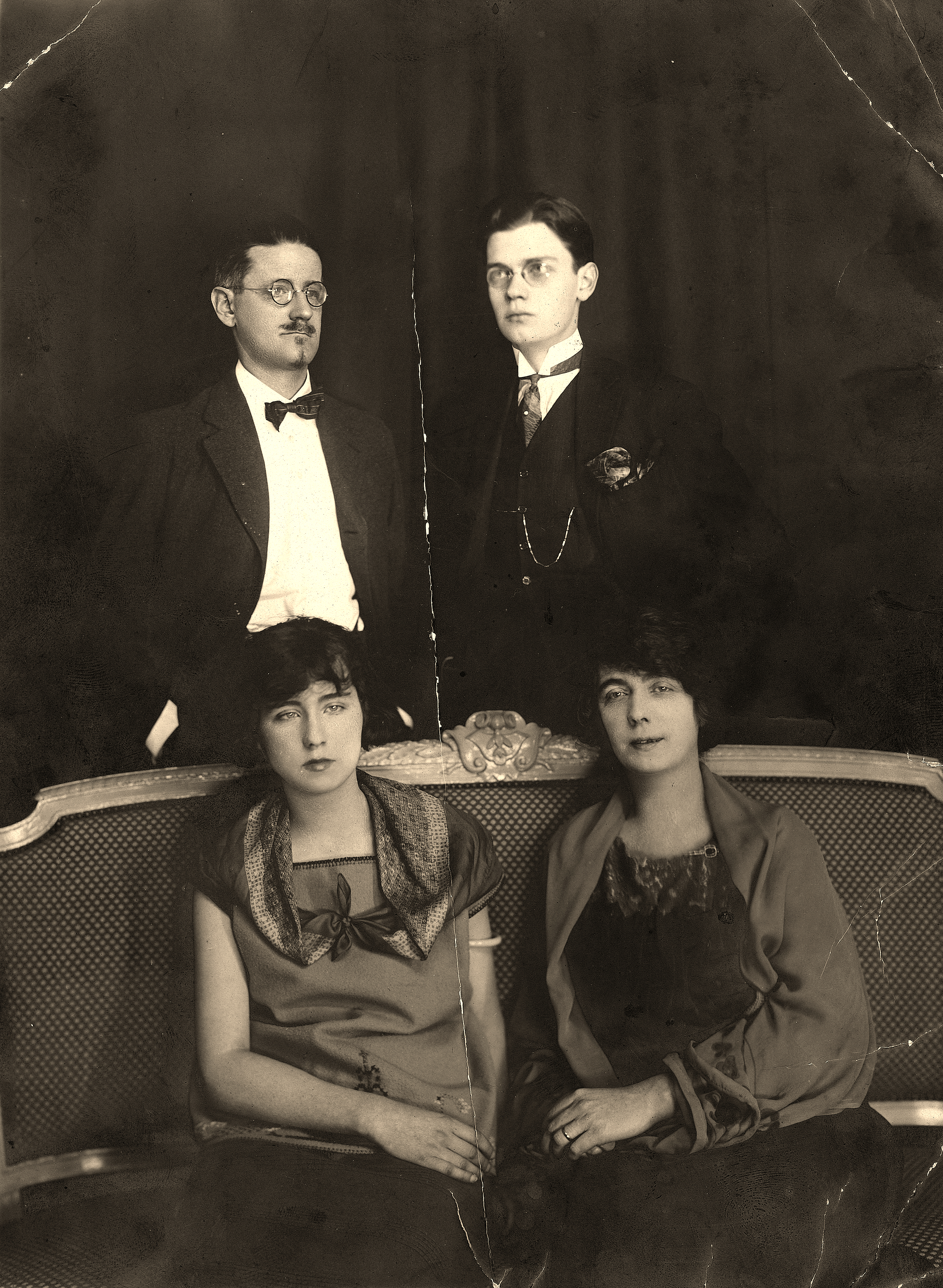
Familienporträt, v. l. n. r.: James Joyce, Sohn Giorgio Joyce, Ehefrau Nora Barnacle, Tochter Lucia Joyce, 1924

1920 reiste Joyce nach einer Einladung von Ezra Pound für zunächst eine Woche nach Paris, wo er die nächsten 20 Jahre lebte. Am 2. Februar 1922, seinem 40. Geburtstag, beendete Joyce einer selbstgesetzten Frist gemäß die Arbeit an Ulysses. Die Arbeit an Ulysses hatte ihn dermaßen erschöpft, dass er für mehr als ein Jahr lang nicht schrieb. Am 10. März 1923 schrieb er in einem Brief an Harriet Shaw Weaver, dass er am 9. März als ersten Text nach Ulysses den Roman Finnegans Wake begonnen habe. 1926 hatte er die ersten beiden Teile des Buchs vollendet. In den folgenden Jahren setzte er die Arbeit an diesem zunächst als Work in Progress bezeichneten Werk fort, in den 1930er Jahren ließ seine Arbeitskraft jedoch nach. Maria und Eugene Jolas unterstützten James Joyce, während er Finnegans Wake schrieb. In ihrem Literaturmagazin Transitions veröffentlichten sie verschiedene Teile von Finnegans Wake unter der Überschrift Work in Progress. Es wird angenommen, dass Joyce ohne die konstante Unterstützung durch das Ehepaar Jolas viele seiner Werke nicht vollendet oder veröffentlicht hätte.
1931 heiratete Joyce Barnacle in London. Im selben Jahr starb sein Vater.

Während dieser Zeit reiste Joyce häufig in die Schweiz, wo er sein Augenleiden behandeln ließ und wo seine Tochter Lucia, die laut Joyce an Schizophrenie erkrankt war, behandelt wurde.
Lucia wurde unter anderen von Carl Gustav Jung untersucht, der nach der Lektüre von Ulysses zu dem Schluss gekommen war, dass auch James Joyce an Schizophrenie leide.

Details der Beziehung zwischen James Joyce und seiner Tochter sind nicht bekannt, da der Enkel Stephen Joyce mehrere tausend Briefe zwischen Lucia und James Joyce verbrannte, die ihm nach Lucias Tod 1982 zufielen. Stephen Joyce gab an, dass er nur Briefe seiner Tante Lucia vernichtet habe, die an ihn und seine Frau gerichtet waren und erst nach dem Tod seiner Großeltern verfasst worden seien.

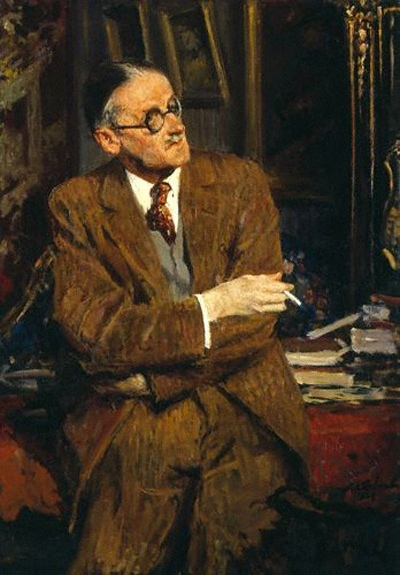
James Joyce porträtiert von Jacques-Émile Blanche

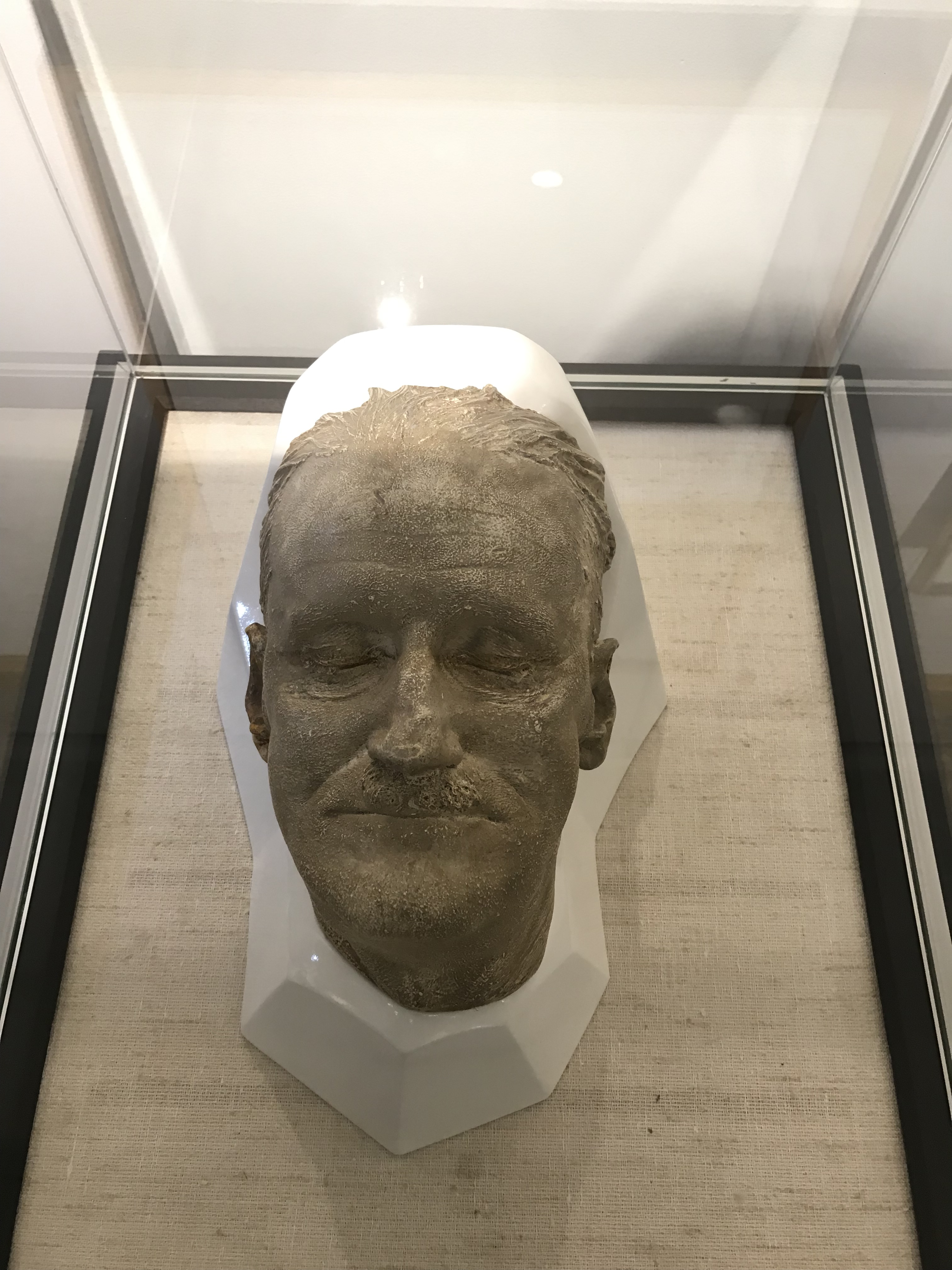
Totenmaske von James Joyce

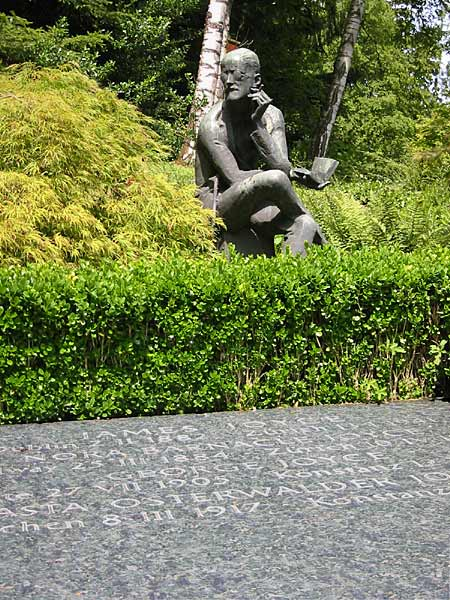
Ehrengrab von James Joyce und Nora Joyce auf dem Friedhof Fluntern in Zürich

Nach dem Einmarsch der Wehrmacht in Frankreich und der Besetzung von Paris im Juni 1940 wollte Joyce zurück nach Zürich. Die Schweizer Behörde zierte sich aber, den berühmten Mann aufzunehmen. Nach monatelangen zähen Verhandlungen zwischen Fremdenpolizei und einem kleinen Kreis seiner Verehrer wurde im Dezember die Einreisebewilligung erteilt. Am 11. Januar 1941 wurde er mit heftigen Oberbauchbeschwerden in das Rotkreuzspital Zürich eingeliefert, wo man ein perforiertes Geschwür des Zwölffingerdarms feststellte und behandelte. Nachdem sich sein Zustand zunächst gebessert hatte, verschlechterte er sich am folgenden Tag. Trotz mehrerer Transfusionen fiel Joyce in Bewusstlosigkeit. Am 13. Januar 1941 wachte er gegen 2 Uhr morgens auf und bat eine Krankenschwester, seine Frau und seinen Sohn herbeizuholen. Joyce starb 15 Minuten später.
Er wurde auf dem Friedhof Fluntern in Zürich in einem einfachen Grab begraben. Obwohl sich zum Zeitpunkt des Begräbnisses zwei hochrangige irische Diplomaten in der Schweiz aufhielten, war kein irischer Offizieller beim Begräbnis anwesend. Die irische Regierung lehnte Nora Barnacles Ersuchen um die Überführung der Gebeine ab.
Während der Vorbereitungen zu James Joyce’ Begräbnis versuchte ein katholischer Priester, Barnacle von der Notwendigkeit einer Begräbnismesse zu überzeugen. Sie lehnte eine Messe ab, da sie Joyce „dies nicht antun“ könne. Der Schweizer Tenor Max Meili sang bei der Bestattung „Addio terra, addio cielo“ aus Claudio Monteverdis Oper L’Orfeo.
Nora Barnacle lebte bis zu ihrem Tod 1951 unter bescheidenen Verhältnissen in Zürich. Auch sie wurde auf Fluntern begraben. 1966 wurden die beiden Gräber in einem durch die Stadt Zürich errichteten Ehrengrab zusammengelegt (Lage). Auch ihr gemeinsamer Sohn Giorgio Joyce († 1976) und dessen Ehefrau Asta Jahnke-Osterwalder Joyce († 1993) wurden im Ehrengrab bestattet.

## Werk

### Kammermusik

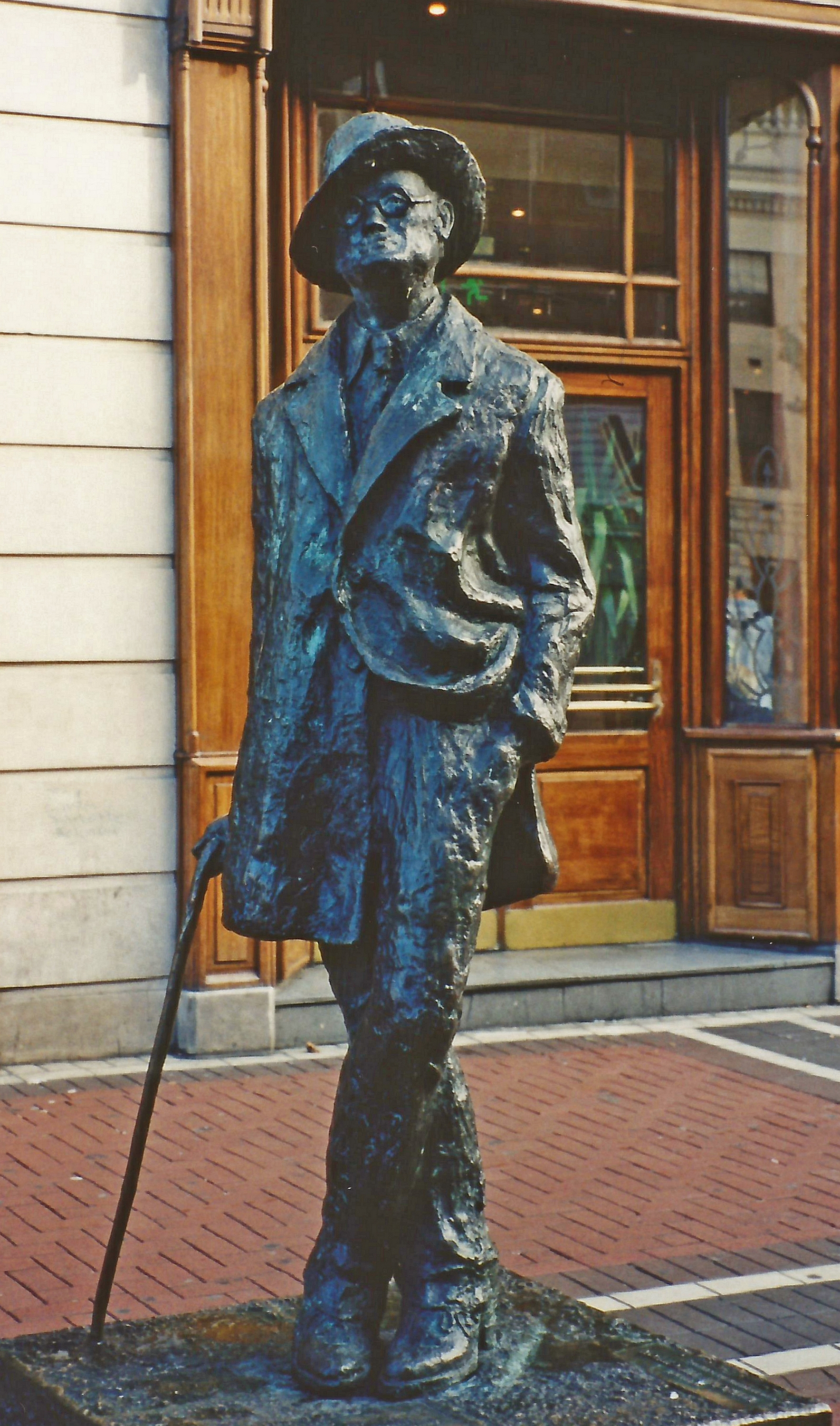
James-Joyce-Statue in Dublin

Sein erstes veröffentlichtes Buch ist der Gedichtband Chamber Music (1907) (dt. Kammermusik), dessen Gedichte oft vertont und aufgenommen worden sind. Von allen Joyce bekannt gewordenen Vertonungen haben ihm selbst jene von Geoffrey Molyneux Palmer am besten gefallen, weshalb Joyce um 1927/28 deren Veröffentlichung mit dem Komponisten Palmer und dem Verleger Jan Slivinski vereinbart hat. Die Publikation kam zu Joyce’ Bedauern nicht zustande, weshalb Palmers Vertonungen erst 1993 aus dem Nachlass veröffentlicht wurden.

### Dubliner

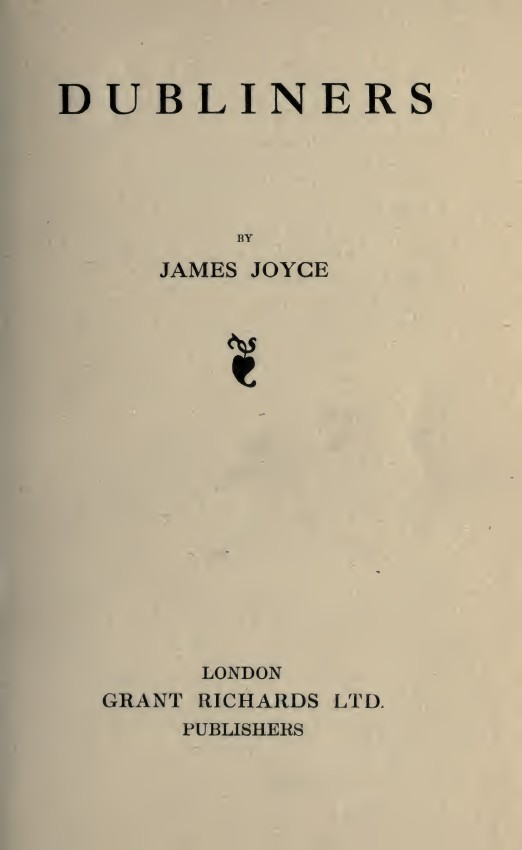
Dubliners, 1914

Erst 1914 folgte der Erzählungsband Dubliners (dt. Dubliner), eine Sammlung von fünfzehn Erzählungen, die im Dublin der Jahrhundertwende spielen. Sprachlich bleibt das Buch weitgehend konventionell, dennoch wurde die Erstveröffentlichung in der Zeitung The Irish Homestead nach wenigen Erzählungen eingestellt. Das um 1907 abgeschlossene Buch fand erst 1914 einen Verleger. Die Einführungsgeschichte The Sisters ist besonders aufschlussreich, da sie zentrale Motive des Zyklus ouvertürenhaft anklingen lässt. Die Erzählung The Dead (dt. Die Toten) gilt als eine der brillantesten Erzählungen in englischer Sprache.
Dubliner vermittelt kritische Einblicke in das Dublin und die städtische Gesellschaft Irlands jener Zeit. Joyce zeigt ein Land zwischen nationalem Aufbruch und kolonialer Mutlosigkeit, aufstrebendem Bürgertum und Emigration, der Beengtheit Dubliner Häuser und Familien und der Sehnsucht nach der „weiten Welt“. Viele der handelnden Personen stehen am Ende der Erzählung wieder am Ausgangspunkt.

### Verbannte
Im Jahre 1918 erschien das Drama Exiles (dt. Verbannte), ein zu großen Teilen autobiographisch gefärbtes Bühnenstück um Themen wie Eifersucht und Vertrauen.

### Ein Porträt des Künstlers als junger Mann
Zwei Jahre später erschien der erste Roman Ein Porträt des Künstlers als junger Mann (englisch A Portrait of the Artist as a Young Man, in der ersten Übersetzung durch Georg Goyert: Jugendbildnis). Dabei handelt es sich um eine neue Bearbeitung der Themen seines früheren, aber nur fragmentarisch erhaltenen und erst posthum veröffentlichten Werks Stephen Hero (dt. Stephen der Held).
In den fünf Kapiteln des Romans beschreibt James Joyce Kindheit, Jugend und Adoleszenz von Stephen Dedalus, der in Konflikten mit der Familie und geistlichen wie weltlichen Autoritäten im Irland der Jahrhundertwende zu einer künstlerischen Identität findet. Parallelen der Biografie der literarischen Figur Stephen Dedalus zu Joyce’ Jugend sind offensichtlich, doch gelegentlich irreführend. In diesem Porträt wird exemplarisch eine katholische Jugend in Dublin beschrieben, die im freiwilligen Exil endet.
Deutlicher als in Dubliner tritt in diesem Werk Joyce’ charakteristische Schreibweise hervor, die neue Wörter erfindet und Geräusche lautmalerisch in Worte fasst. Dies bestimmt den Gesamteindruck jedoch weit weniger als in den späteren Werken. Stephen Dedalus erscheint in Ulysses wieder als eine der Hauptfiguren.

### Ulysses

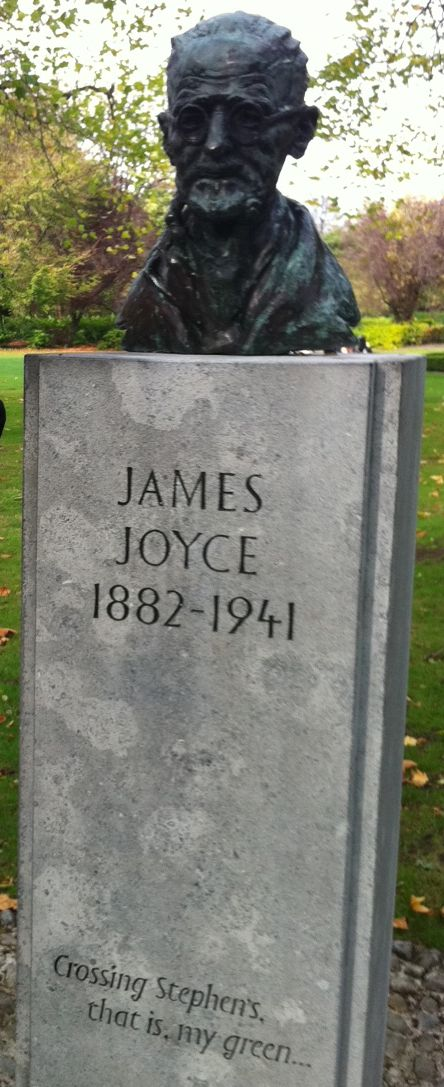
Büste von James Joyce im St. Stephen’s Green Park in Dublin

Joyce’ berühmtestes Werk ist der Roman Ulysses, der auszugsweise in der Zeitschrift The Little Review 1918–1920 vorabgedruckt wurde, und 1922 im Verlag der Pariser Buchhandlung „Shakespeare and Company“ als Buch erschien. Es entstand in den Jahren 1914 bis 1921. Die ersten Kapitel legte Harriet Weaver im April 1918 der Hogarth Press vor, doch das Verleger- und Schriftstellerehepaar Virginia und Leonard Woolf konnte sich zu einer Veröffentlichung nicht entschließen, da sie wegen des zum Teil obszönen Inhalts keinen Drucker fanden, der das Risiko auf sich nehmen wollte. Joyce beeinflusste mit seinem Ulysses die Geschichte des modernen Romans ebenso maßgeblich wie etwa Marcel Proust mit A la recherche du temps perdu (deutsch: Auf der Suche nach der verlorenen Zeit) (1913–1927).
Joyce’ bedeutendster Beitrag zur modernen Literatur bestand im Einsatz des stream of consciousness (Bewusstseinsstrom) bzw. des inneren Monologs. Joyce hatte diese literarische Technik zwar nicht erfunden, jedoch erstmals konsequent angewandt und bedeutend weiterentwickelt. Beispielsweise besteht das letzte Kapitel des Romans ausschließlich aus den Gedanken Marion („Molly“) Blooms, der Frau der Hauptfigur Leopold Bloom, geschrieben in acht Sätzen ohne Interpunktionszeichen.
Nach dem Protagonisten des Romans wird der 16. Juni (der Roman spielt nur innerhalb dieses einen Tages und in den Morgenstunden des folgenden im Jahr 1904) in literarischen Kreisen – auch vermehrt aus touristischen Gründen – inzwischen Bloomsday genannt.

### Finnegans Wake
Der Roman Finnegans Wake (1939) gilt, mehr noch als Ulysses, als eines der kompliziertesten literarischen Werke des 20. Jahrhunderts, beide gelten als unübersetzbar. Der Ulysses wurde aber dennoch in über dreißig Sprachen übersetzt, zum Teil sogar mehrmals. Finnegans Wake wurde erst 1993 vollständig in einer deutschen Komplettübersetzung vorgelegt, nachdem deutsche Teilfassungen schon zuvor existierten. Es erschienen außerdem vollständige Übersetzungen in den Sprachen Französisch (1982), Italienisch (1982), Japanisch (1993 und eine weitere 2004), Spanisch (1997), Koreanisch (1998) und Niederländisch (2002).
Einer Stelle des Buches verdanken die sogenannten Quarks, subatomare Teilchen, aus denen ein Teil der Materie aufgebaut ist, ihren Namen. Der extrem vernetzte Text von Finnegans Wake gilt als literarische Analogie zum semantischen Web des Internets. Ein deutsches Pendant hierzu bietet in gewissem Sinne Arno Schmidts Werk Zettels Traum.

## Fehlerhafte Werkzuschreibungen

„Seal“ sowie „Foot“ und „Lobster“:
zwei der vier Fluviana-Fotografien,
transition Nr. 16/17 (1929)

Joyce’ Werkkanon wurde mit dem Artikel „Politics and Cattle Disease“ (1912) und den „Fluviana“ (1928) genannten Schwarzweiß-Fotografien lange Zeit zwei Werke zugerechnet, die erst in jüngster Zeit als irrtümliche Zuschreibungen erkannt und nachgewiesen wurden.

### „Fluviana“
Seit 1974 haben der Kunsthistoriker Werner Spies, der Germanist Harald Weinrich und die Kunsthistorikerin Christa-Maria Lerm Hayes die 1929 in der Pariser Avantgardezeitschrift transition veröffentlichten vier „Fluviana“-Fotografien irrtümlich James Joyce und seinem Werk zugeschrieben. Diese Bilder wurden zum Anlass genommen, Joyce zum Konzept- bzw. Objektkünstler zu stilisieren, der er nicht ist, da die Fotos der Schwemmgut-Exponate vom Salzburger Maler, Schriftsteller und Kunstsammler Adolph Johannes Fischer angefertigt wurden und die fotografierten Schaustücke sowie deren Bezeichnungen von Johann Baptist Pinzinger stammen, der die kuriosen Strandgut-Exponate in seinem „Salzach-Museum“ in Raitenhaslach ausgestellt hat, das Joyce im Sommer 1928 gemeinsam mit Fischer besucht hat. Der Joyce-Forscher Andreas Weigel hat umfassend dokumentiert, dass weder Joyce selbst noch die Herausgeber von transition die „Fluviana“ je als Joyce’ Werk reklamiert haben.

### „Politics and Cattle Disease“
Eine weitere Fehlzuschreibung erfolgte durch den bekannten James-Joyce-Biographen Richard Ellmann, der in seine Edition von James Joyce: Critical Writings irrtümlich den Zeitungsartikel „Politics and Cattle Disease“ aufgenommen hat, der anschließend jahrzehntelang als Werk von Joyce betrachtet wurde und auch in Kevin Barrys Edition James Joyce: Occasional, Critical and Political Writing zu finden ist.
Eine politische Streitschrift zum Thema Rinderkrankheiten kommt im Ulysses vor. Ihr Verfasser, Rektor Deasy, bittet Stephen Dedalus, seine Beziehungen zur Presse zu nutzen und den Text veröffentlichen zu lassen.
Der amerikanische Joyce-Forscher Terence Matthews konnte 2007 schlüssig nachweisen, dass der genannte Text nicht von Joyce stammt und aus dessen Werkkanon gestrichen gehört.

## Nachwirken in der Literatur, Musik, Film, Astronomie und Physik
Joyce’ Werk wurde zum Objekt geisteswissenschaftlicher Beschäftigung aller Bereiche. Sein Werk beeinflusste viele Autoren, darunter Hugh MacDiarmid, Samuel Beckett, Jorge Luis Borges, Flann O’Brien, Máirtín Ó Cadhain, Eimear McBride Salman Rushdie, Robert Anton Wilson, Joseph Campbell und Arno Schmidt. Ein bekennender Joyceaner war Anthony Burgess, Autor von A Clockwork Orange, der 1962 eine Einführung zu Joyce Werk Here comes everybody (dt. Joyce für Jedermann) veröffentlicht, sowie 1982 im Auftrag der BBC ein Broadway-Musical des Ulysses The Blooms of Dublin komponiert und gedichtet hat.
Die Werke von James Joyce wurden bisher in über 50 Filmproduktionen adaptiert, überwiegend weniger bekannte Fernsehspiele und Kurzfilme. Die erste Film- und Fernsehadaption eines seiner Werke, The Boarding House als Fernsehspiel, geschah erst 1956. Die wohl berühmteste und renommierteste Joyce-Verfilmung ist Die Toten (1987, nach der Kurzgeschichte The Dead), der letzte Film von Regisseur John Huston. Regisseur Joseph Strick drehte die Romanadaptionen Ulysses (1967) und A Portrait of the Artist as a Young Man (1977). 2003 erschien der Film Bloom, eine Adaption von Ulysses, mit Stephen Rea in der Hauptrolle.
Auch in der Musik hat Joyce Spuren hinterlassen. Sein Leben und Werk hat nicht nur Musiker, wie Samuel Barber, Luciano Berio, Pierre Boulez, John Cage, Luigi Dallapiccola und Jan Steele zu Kompositionen inspiriert, sondern auch zahlreiche Folk-, Jazz-, Pop- und Rockmusiker unter anderem Susanne Abbuehl, Joan Baez, Syd Barrett, Black 47, Kate Bush, Jefferson Airplane, Norma Winstone, Andy White und Robin Williamson (von der Incredible String Band) zu Vertonungen und zur musikalischen Auseinandersetzung angeregt.
Die Wortfolge Three Quarks for Muster Mark inspirierte den Physiker Murray Gell-Mann bei der Benennung der von ihm postulierten subatomaren Quarks.
Der Psychoanalytiker Jacques Lacan verwendete Joyce’ Werk als Erklärung für sein Konzept des Sinthoms.
1999 wurde der Asteroid (5418) Joyce nach ihm benannt. Joyce wird alljährlich am 16. Juni weltweit am Bloomsday gefeiert.
Die James Joyce Society wurde im Februar 1947 im Gotham Book Mart in Manhattan gegründet. Ihr erstes Mitglied war T. S. Eliot, Joyce’ Bibliograph John Slocum wurde der Präsident und Frances Steloff, Eigentümer und Gründer des Gotham Book Mart Kassier.
Joyce’ Nachlass wird zu Teilen vom Harry Ransom Center an der University of Texas verwaltet. Das Harry Ransom Center ist im Besitz von mehreren tausend Manuskripten, Korrespondenzstücken, Entwürfen, Nachweisen, Notizen, Fragmenten, Gedichten, Liedtexten, Partituren, Limericks und Übersetzungen von Joyce. Die größte Einzelsammlung besitzt die University of Buffalo mit über zehntausend Seiten an Manuskripten, Notizbüchern, Korrespondenzstücken und ähnlichem und verfügt weiterhin über Joyce’ Privatbibliothek, seinen Pass, seine Brille und seinen Spazierstock.
Die Hauptbibliothek an Joyce’ Universität, dem University College Dublin sowie die Bibliothek des Clongowes Wood College sind nach Joyce benannt.

## Werke

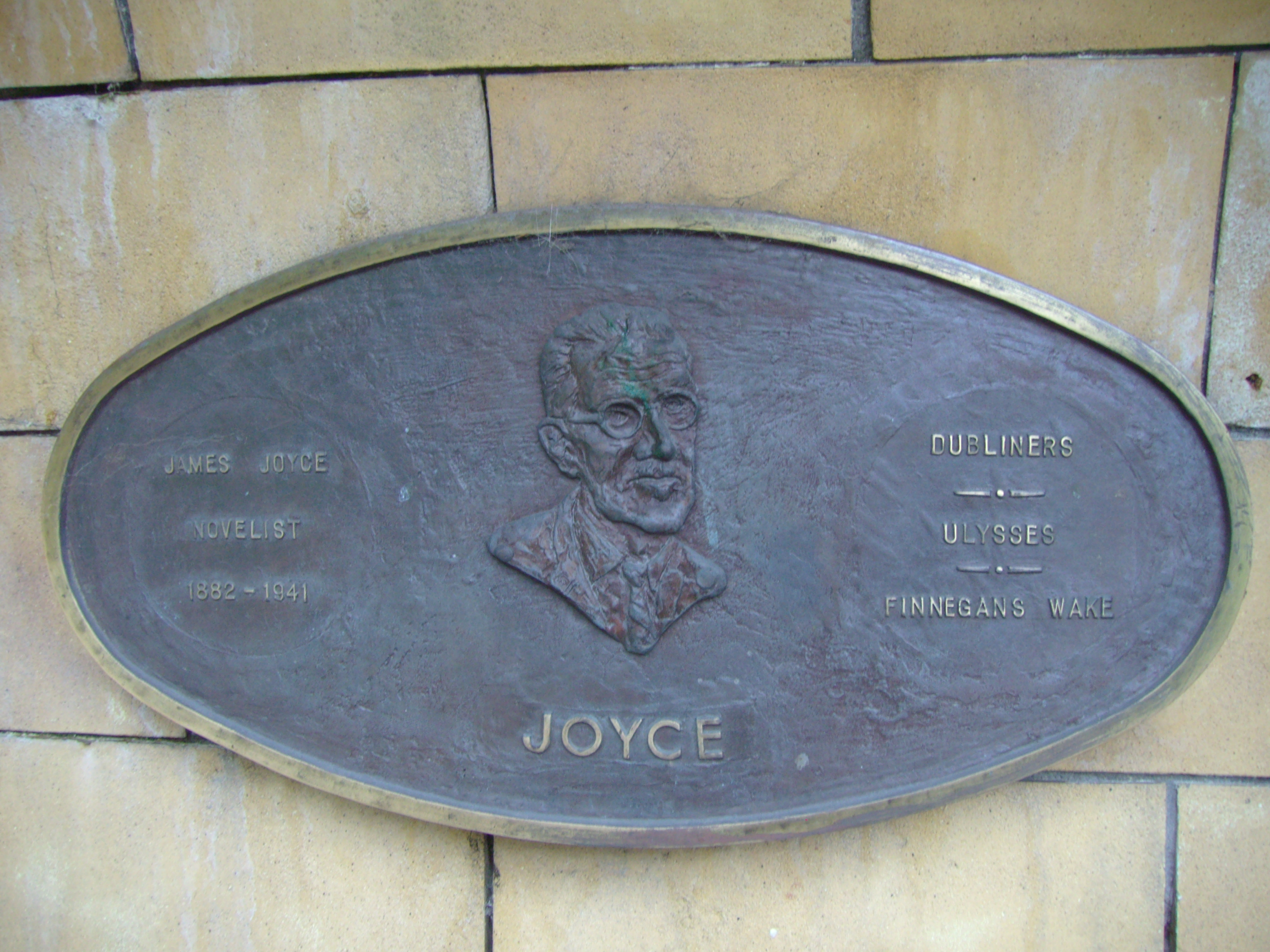
James-Joyce-Gedenktafel im Saint Patrick’s Park, Dublin; als wichtigste Werke darauf genannt: Dubliners, Ulysses, Finnegans Wake.

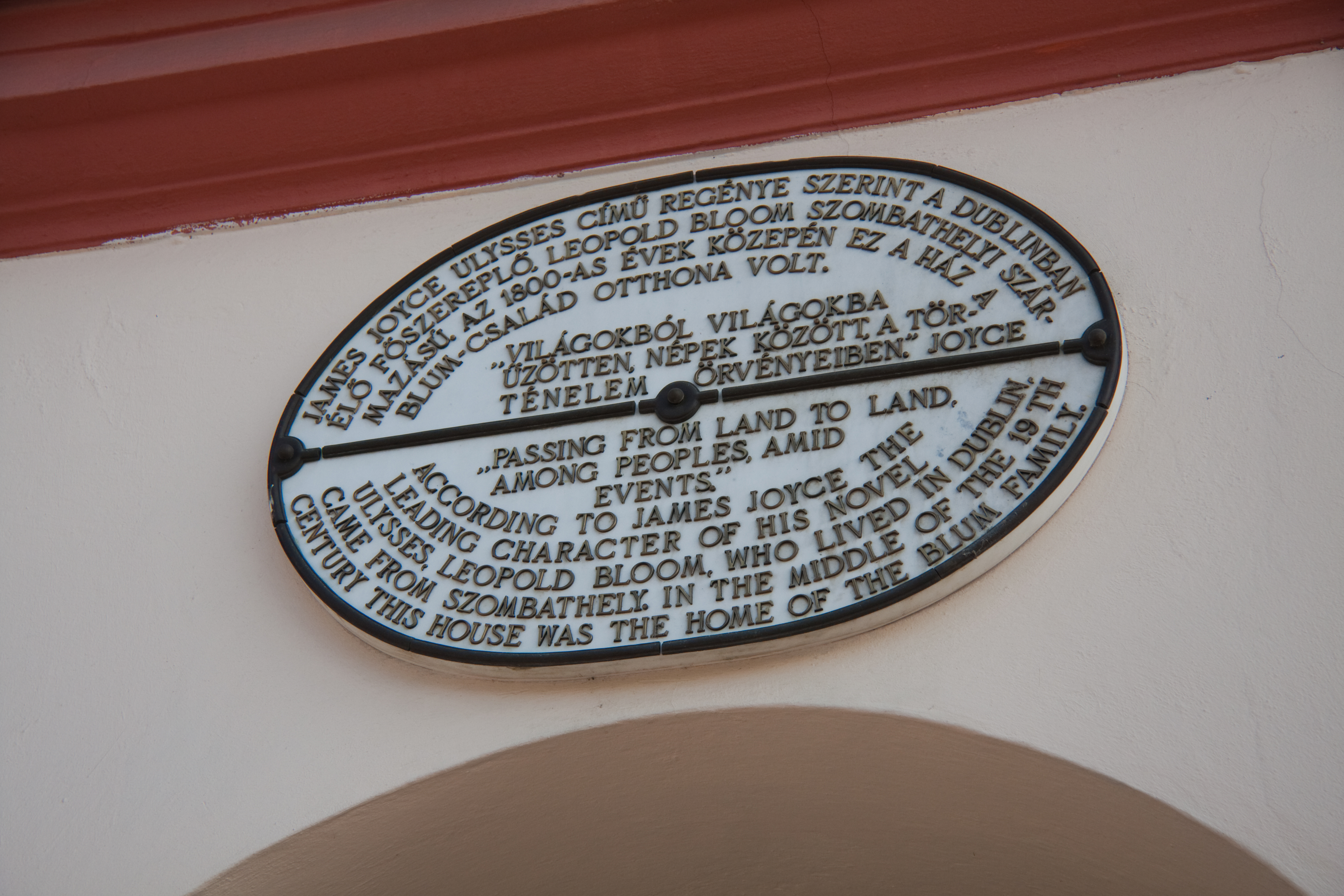
Szombathely – Eine Tafel an der Wand des Hauses, in dem Mitte des 19. Jahrhunderts eine Familie Blum aus Ulysses lebte

### Im Original
- The Holy Office (1904)
- Chamber Music (1907)
- Gas from a Burner (1912)
- Dubliners (1914)
- A Portrait of the Artist as a Young Man (New York 1916, London 1917), erschien in Deutschland 1926 unter dem Titel Jugendbildnis, neu 1972 unter dem Titel Ein Porträt des Künstlers als junger Mann
- Exiles (London 1918)
- Ulysses (Paris 1922, Hamburg 1932, New York 1934, London 1936)
- Pomes Penyeach (Paris 1927)
- Collected Poems (1936)
- Finnegans Wake (London / New York 1939)
- Stephen Hero (1944)
- Letters (Vol. 1 1957; Vol. 2–3 1966)
- Critical Writings (1959)
- Giacomo Joyce (1968)
- Selected Letters (1975)

### Übersetzungen
- Vorkriegsübersetzungen
  - Verbannte übersetzt von Hannah von Mettal
  - Dublin bzw. Dubliner übersetzt von Georg Goyert
  - Stephen Daedalus übersetzt von Georg Goyert
  - Jugendbildnis des Dichters übersetzt von Georg Goyert
  - Ulysses übersetzt von Georg Goyert
- Frankfurter Ausgabe
  - Werke 1 Dubliner übersetzt von Dieter E. Zimmer
  - Werke 2 Stephen der Held, Ein Porträt des Künstlers als junger Mann übersetzt von Klaus Reichert
  - Werke 3 Ulysses übersetzt von Hans Wollschläger
  - Werke 4.1 Kleine Schriften übersetzt von Hiltrud Marschall und Klaus Reichert
  - Werke 4.2 Gesammelte Gedichte (Englisch und deutsch) übersetzt von Hans Wollschläger; Anna Livia Plurabelle (Englisch und deutsch) (= Teilstück aus Finnegans Wake) übersetzt von Wolfgang Hildesheimer und Hans Wollschläger
  - Werke 5, 6, 7 Briefe I, II, III übersetzt von Kurt Heinrich Hansen
- Finnegans Wake ins Französische übertragen von Philippe Lavergne. Gallimard, Paris 1982
- Finnegans Wehg. Kainäh ÜbelSätzZung des Wehrkeß fun Schämes Scheuß, ins Deutsche übertragen von Dieter H. Stündel. Häusser, Darmstadt 2002.
- Ein Porträt des Künstlers als junger Mann, deutsch von Friedhelm Rathjen. Manesse, Zürich 2012, ISBN 978-3-7175-2222-5.
- Die Katzen von Kopenhagen, deutsch von Harry Rowohlt, illustriert von Wolf Erlbruch. Hanser, München 2013, ISBN 978-3-446-24159-6.[42]
- Finn’s Hotel, herausgegeben von Danis Rose; deutsch von Friedhelm Rathjen. Suhrkamp, Berlin 2014, ISBN 978-3-518-42454-4.
- Giacomo Joyce, Aneignungen von Helmut Schulze und Alban Nikolai Herbst, etkBooks, Bern 2013, ISBN 978-3-905846-25-6.
- Chamber Music/Kammermusik, Nachdichtungen von Helmut Schulze und Alban Nikolai Herbst, Arco, Wien & Wuppertal 2017, ISBN 978-3-938375-82-2.

## Referenzliteratur
- David Adams: Colonial Odysseys: Empire and Epic in the Modernist Novel. Cornell UP, Ithaca NY 2003, ISBN 0-8014-8886-9.
- Jorge Luis Borges (ed.), Eliot Weinberger: Borges: Selected Non-Fictions. Penguin, 2000, ISBN 0-14-029011-7.
- Bruce Bradley: James Joyce’s Schooldays. St. Martin’s Press, New York 1982; Gill & MacMillan, Dublin 1982, ISBN 978-0-312-43978-1.
- Frank Budgen: James Joyce and the Making of ‘Ulysses’, and other writings. Oxford University Press, 1972, ISBN 0-19-211713-0.
- Anthony Burgess: Joysprick: An Introduction to the Language of James Joyce (1973). Harcourt, 1975, ISBN 0-15-646561-2.
- Anthony Burgess: Here Comes Everybody: An Introduction to James Joyce for the Ordinary Reader. Faber & Faber, 1965, ISBN 0-571-06395-0 (also published as Re Joyce, OCLC 3873146), Hamlyn Paperbacks; Rev. ed edition (1982), ISBN 0-600-20673-4.
- Tim Cavanaugh: Ulysses Unbound: Why does a book so bad it „defecates on your bed“ still have so many admirers?. reason, July 2004.
- Hilary Clark: The Fictional Encyclopaedia: Joyce, Pound, Sollers. Taylor & Francis, 1990, ISBN 978-0-8240-0006-6.
- Robert H. Deming (Hrsg.): James Joyce: The Critical Heritage. Routledge, New York 1997, ISBN 978-0-203-27490-3.
- Kevin J. H. Dettmar (Hrsg.): Rereading the New: A Backward Glance at Modernism. University of Michigan Press, Ann Arbor 1992, ISBN 978-0-472-10290-7.
- Richard Ellmann: James Joyce. Oxford University Press, 1959, revised edition 1983, ISBN 0-19-503381-7.
- Barbara Reich Gluck: Beckett and Joyce: Friendship and Fiction. Bucknell UP, Lewisburg PA 1979, ISBN 0-8387-2060-9.
- Anna-Katarina Gravgaard: Could Leopold Bloom Read Ulysses? University of Copenhagen, 2006.
- Keith Hopper: Flann O’Brien: A Portrait of the Artist as a Young Post-Modernist. Cork UP, 1995, ISBN 1-85918-042-6.
- Vivien Igoe: A Literary Guide to Dublin. ISBN 0-413-69120-9.
- Jürgen Klein: Studenten lesen Joyce. Interpretationen zum Frühwerk. Stephen Hero – Dubliners – A Portrait of the Artist as a Young Man. Verlag Die Blaue Eule, Essen 1984.
- Scott W. Klein: The Fictions of James Joyce and Wyndham Lewis: Monsters of Nature and Design. Cambridge UP, 1994, ISBN 978-0-521-43452-2.
- Harry Levin (ed. with introduction and notes): The Essential James Joyce. Cape, 1948. Revised edition Penguin in association with Jonathan Cape, 1963.
- D. J. Max: The Injustice Collector. In: The New Yorker, 19. Juni 2006.
- Vladimir Nabokov: Lectures on Ulysses: A Facsimile of the Manuscript. Bruccoli Clark, Bloomfield Hills / Columbia 1980, ISBN 0-89723-027-2.
- Tara Pepper: Portrait of the Daughter: Two works seek to reclaim the legacy of Lucia Joyce. In: Newsweek International, 8. März 2003.
- William H. Quillian: Hamlet and the New Poetic: James Joyce and T. S. Eliot. UMI Research Press, Ann Arbor 1983.
- Bob Perelman: The Trouble with Genius: Reading Pound, Joyce, Stein, and Zukofsky. University of California Press, Berkeley 1994.
- Forrest Read: Pound/Joyce: The Letters of Ezra Pound to James Joyce, with Pound’s Essays on Joyce. New Directions, 1967.
- Carol Loeb Schloss: Lucia Joyce: To Dance in the Wake. Bloomsbury, London 2004, ISBN 0-374-19424-6.
- Edwin Williamson: Borges: A Life. Viking Adult, 2004, ISBN 0-670-88579-7.

Ulysses
- Harry Blamires: The New Bloomsday Book: A Guide through Ulysses. 3rd ed. Routledge, London / New York 1996, ISBN 0-415-00704-6.
- Michael Groden: Ulysses in Progress. Princeton UP, Princeton NJ 1986, ISBN 978-0-691-10215-3.
- Hugh Kenner: Ulysses. George Allen and Unwin, London 1980, ISBN 0-04-800003-5.

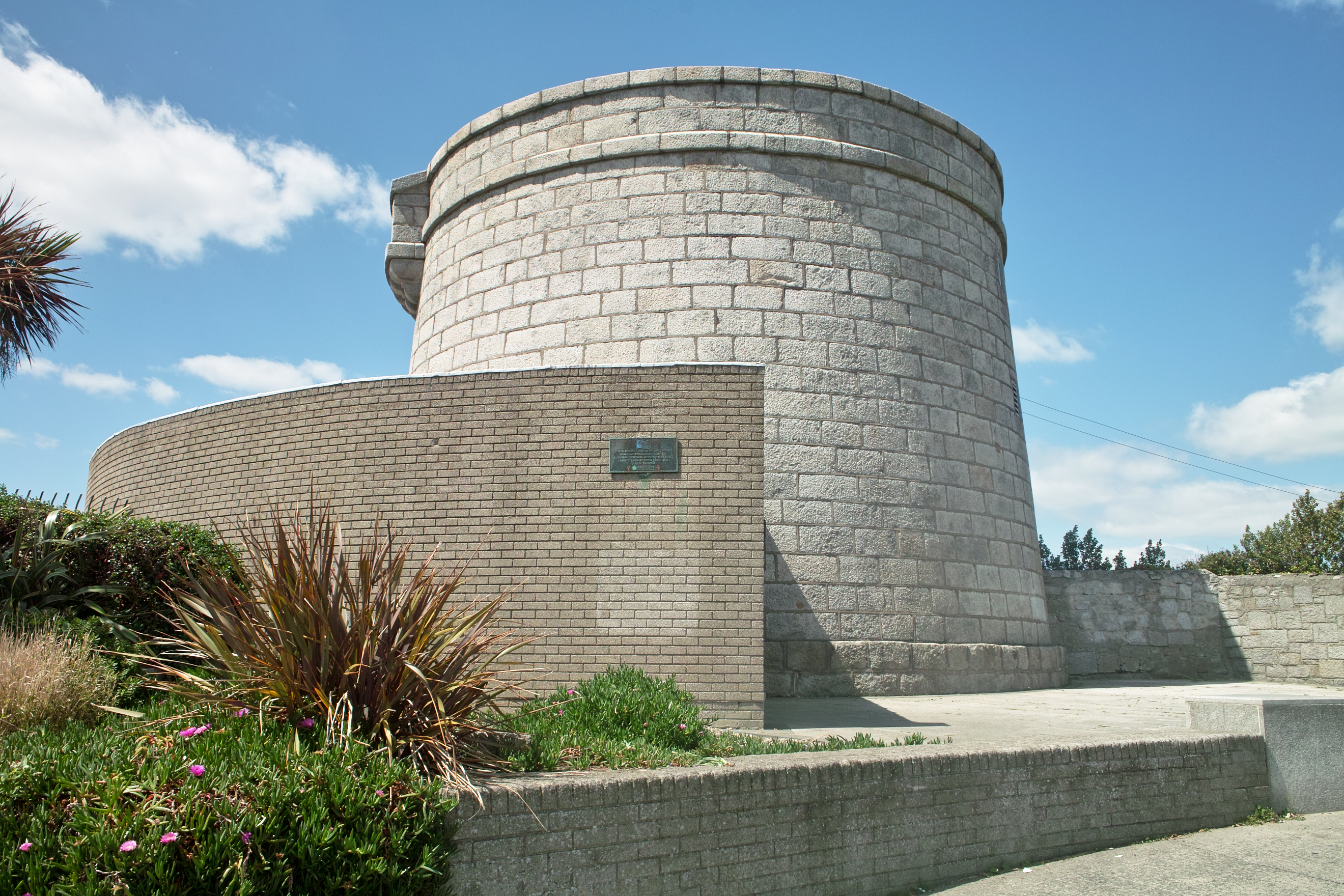
James Joyce Tower and Museum, Dublin
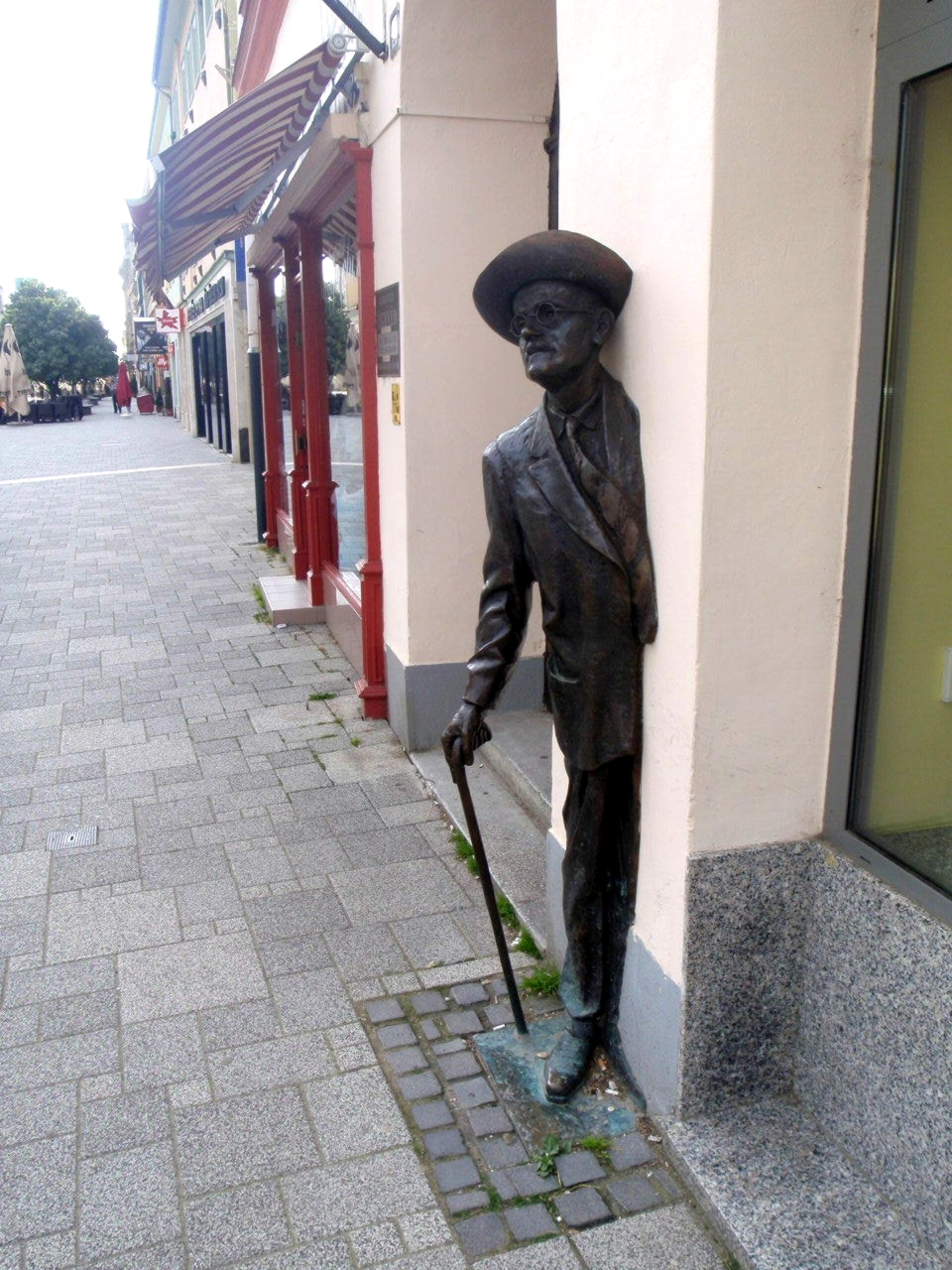
Statue von James Joyce in Szombathely
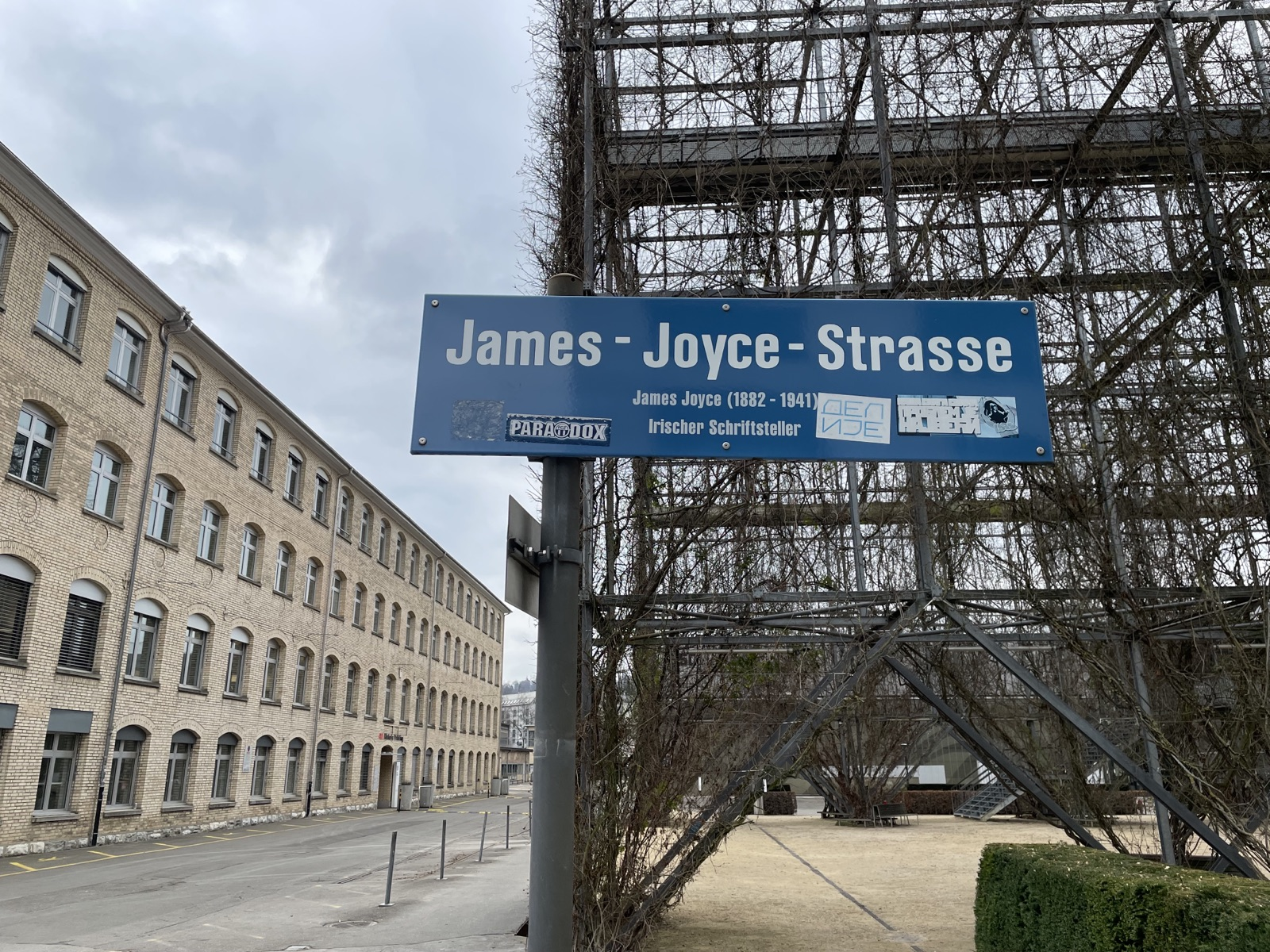
James-Joyce-Strasse in Zürich-Oerlikon
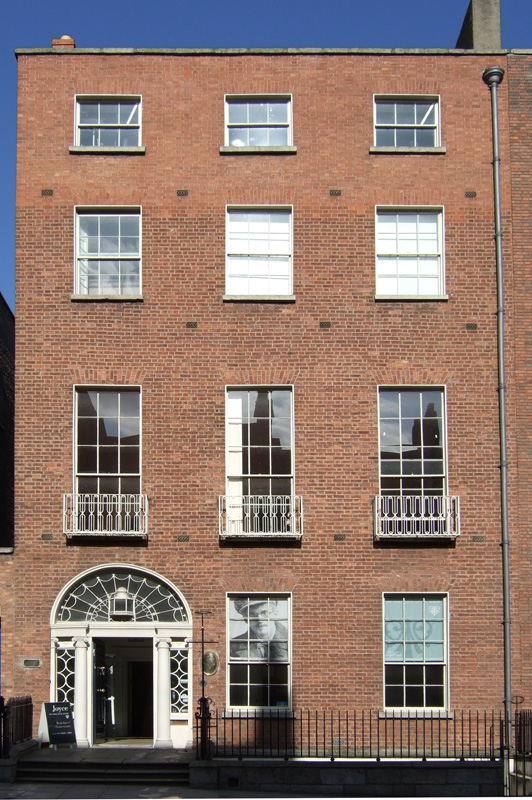
Vincent B. Sherry: James Joyce: Ulysses. Cambridge UP, Cambridge / New York 2004, ISBN 0-521-53976-5.
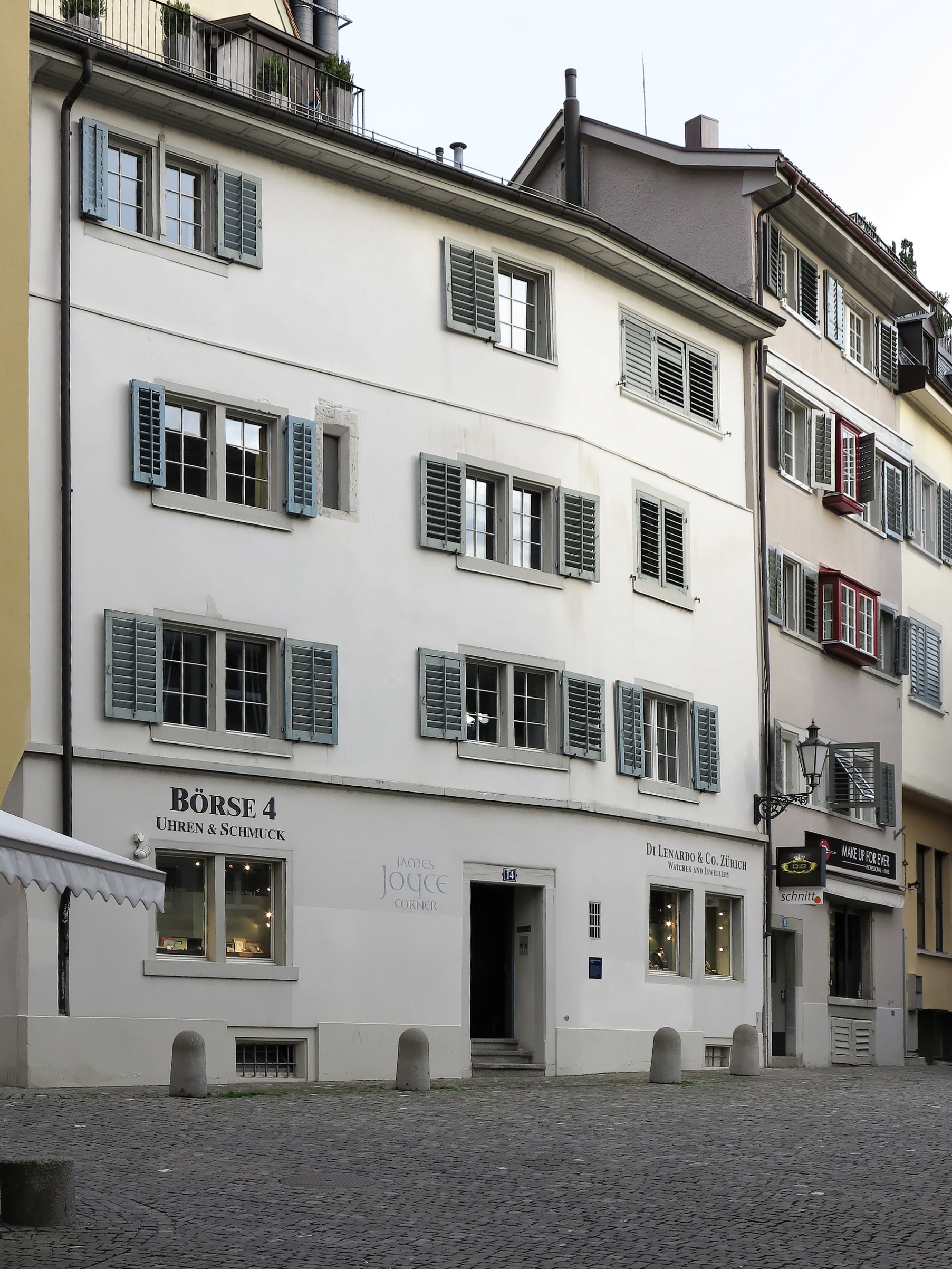
Haus an der Augustinergasse 14 in Zürich, seit 1996 James Joyce Corner genannt
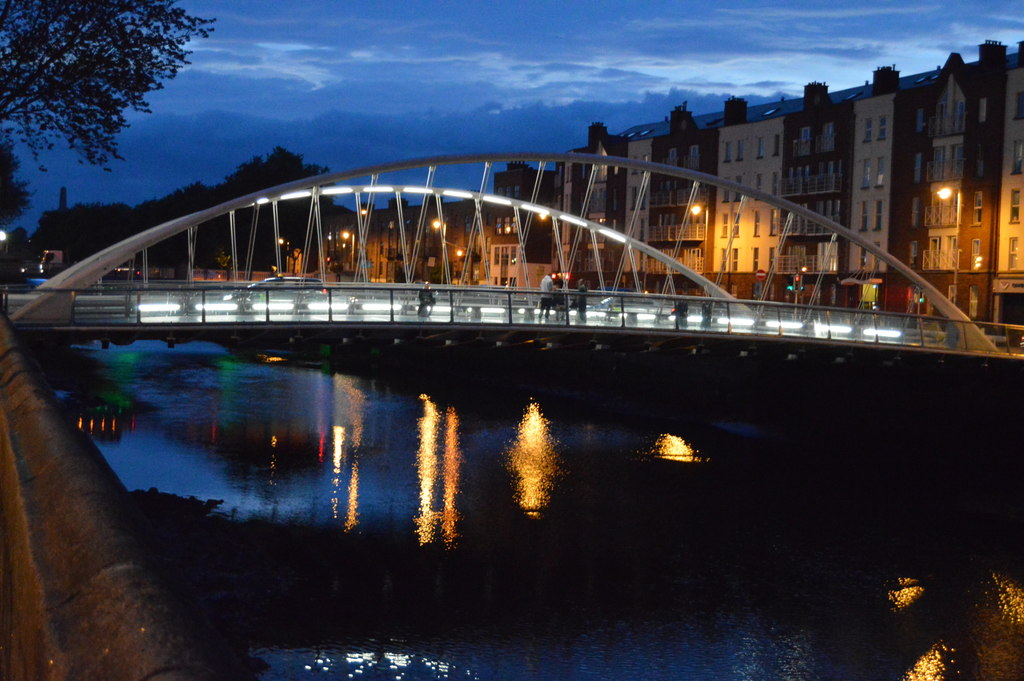
James Joyce Bridge, Dublin
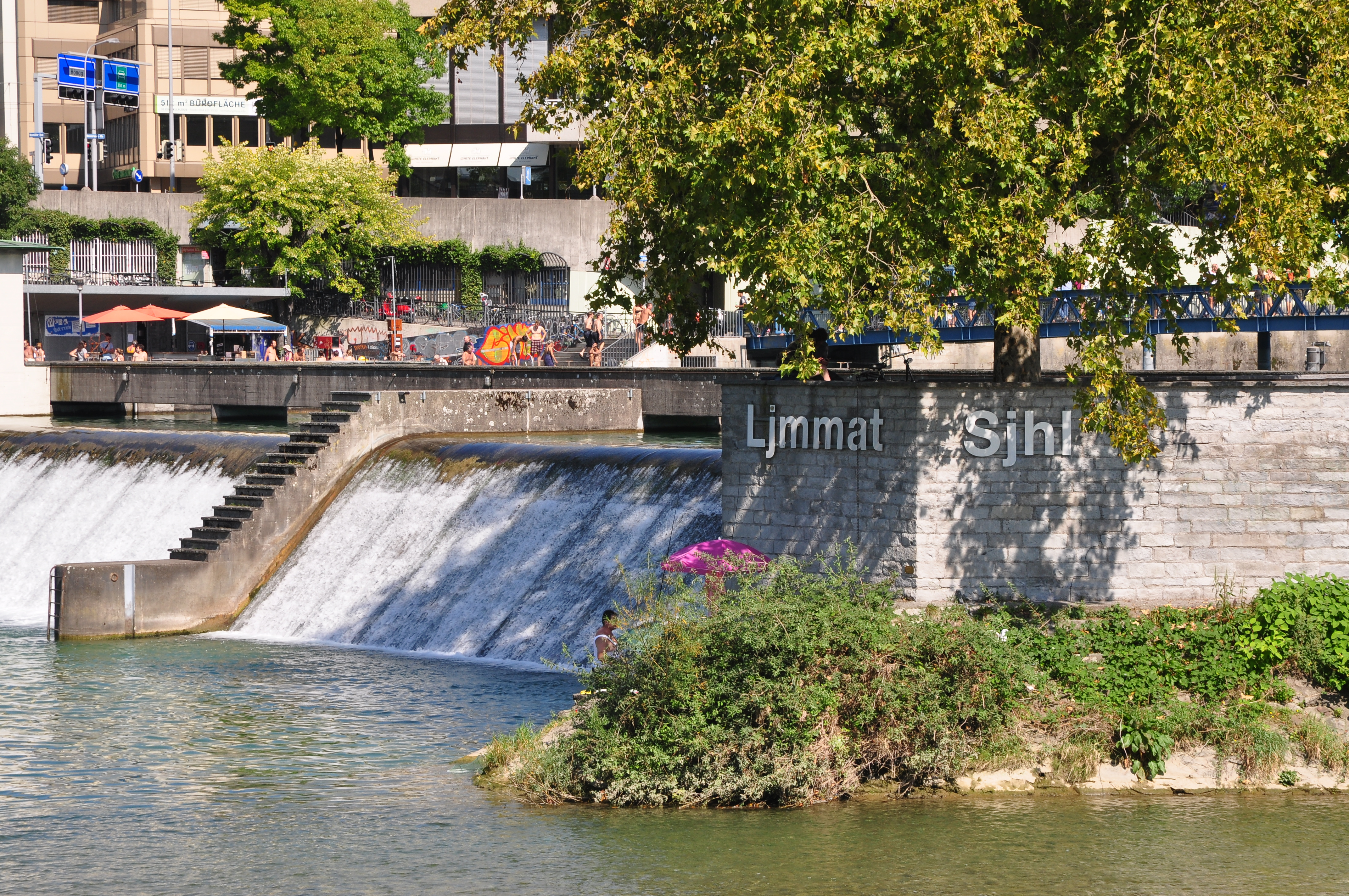
Ljmmat & Sjhl von Hannes + Petruschka Vogel, Platzspitz, 2004

Finnegans Wake
- Samuel Beckett, William Carlos Williams et al.: Our Exagmination Round His Factification For Incamination Of Work In Progress. Shakespeare and Company, 1929.
- Anthony Burgess (Hrsg.): A Shorter ‘Finnegans Wake’, 1969.
- Joseph Campbell, Henry Morton Robinson: A Skeleton Key to Finnegans Wake. New World Library, 1944; New Ed edition 2005, ISBN 1-57731-405-0.
- William York Tindall: A Reader’s Guide to Finnegans Wake. Syracuse UP, Syracuse NY 1969/1996, ISBN 978-0-8156-0385-6.